# Муваталлі II
Муваталлі II (д/н— бл. 1282 до н. е.) — великий цар (руба'ум рабі'ум) Новохеттського царства близько 1306—1282 до н. е.

## Життєпис

### Дії в Малій Азії
Син царя Мурсілі II. При народженні звався Шаррі-Тешшуб. Прийшов до влади близько 1306 року до н. е. Призначив свого брата Хаттусілі намісником півночі зі резиденцією в Хакпісі. Йому було доручено боротися з нападами племен каска.
Важкими залишалися стосунки з державою Аххіява, яка отримала якусь підтримку з племен Егейських островів. Остання робила спроби підняти заколот в Арцуві. Також напруженими були стосукни з царем Піямараду, який панував десь на заході Малої Азії (низка дослідників ототожнюють його з Пріамом, царем Трої). Втім більшість розглядає Піямараду як правителя Аххіяви. Останній зумів повалити хеттськувладу в Країні річки Сеха та в Вілусі (Трої). У відповідь хеттський військовик вигнав Атпу, намісника Піямараду з Країни річки Сеха.
Зберігся договір Муваталлі з якимсь Алаксанду, прийомним сином Куккунні, царя міста-держави Вілуса (вважається хеттською назвою Трої). Алаксанду вдався до допомоги хеттського царя, який поставив того правителем вілуси. Висловлюється гипотеза, що ці події були частиною Троянської війни.
Муваталлі II видав свою сестру Массануццію заміж за правителя «Країни Річки Сеха» Мастура (між Троєю і хеттами), що перебував під зверністю хеттського володаря.

### Сирійські справи
У Сирії Муваталлі відновив «вкрадений» договір з Тальма-Шаррума, царем Халапу, і Шархуру-Нувазом, царем Каркемішу, які підтвердили зверхність хеттів.
Водночас стикнувся з повстання Мітанні, цар якої Шаттуара I звернувся до допомогу до Ассирії. Зрештою повстав проти неї, був повалений й відновлений як васал ассирійського царя Ададнірарі I. Втім за невідомих причин Муваталлі II не виступив до Мітанні. В подальшому уклав союз з Васашатта. новим царем Мітанні, що виступив проти Ассирії. Але хеттській цар не рушив на допомогу міттанійцям, внаслідок чого Ассирія відновила в Мітанні свою владу. Причину таких дій Муваталлі II вбачають в основні увазі на Фінікію та Сирію, де хеттській цар готувавсядо боротьби з Єгиптом.

### Війни з Єгиптом
Близько 1290 року до н. е. фараон Сеті I вдерся до Хеттської Сирії, підпорядкувавши собі Амурру. Хеттський васал на троні Амурру був повалений, а на його місце фараон посадив вірного йому Вендішену. Потім єгиптяни захопили Кадеш. Близько 1288 року до н. е. в битві на північ від Кадешу хетти зазнали суттєвої поразки. Внаслідок цього міста-держави Катну і Туніп визнали зверхність Єгипту. Проте хеттській цар невдовзі перейшов у наступ, відвоювавши усю Північну Сирію. Зрештою з Єгиптом було укладено перемир'я.
У 1284 році до н. е. новий єгипетський фараон, молодий Рамсес II на чолі 25-тисячного війська почав нову війну проти Хеттської держави. Муваталлі II виступив на чолі 28-тисячного війська, де значну частину складали загони залежних держав. Вирішальна битва сталася біля Кадешу, в якій цар хеттів внаслідок поганого знання місцевості випустив повну перемогу над єгиптянами. В результаті Муваталлі II погодився на відступ єгипетського війська.
Хетти просунулися на південь і захопили країну Убу (оазу Дамаску), який раніше належав Єгипту, а також знову підпорядкували Амурру. На місце Вендішену Муваталлі II поставив вірного йому царя Шапіїлі.
Муваталлі II переніс свою резиденцію з Хаттуси до місцевості Тархунтасса (ймовірно район сучасних міст Караман — Ереглі.), але більшість знаті залишилася в Хаттусі. До кінця свого життя вів війну проти єгиптян. Водночас йому вдалося завадити змові проти себе. Помер близько 1282 рокудо н. е., передавши трон сину Мурсілі III